# Пнівне
Пнівне́ — село в Україні, у Камінь-Каширській громаді Камінь-Каширського району Волинської області. Населення становить 583 осіб староста села Дроздик Тарас Володимирович.

## Географія

Панорама ставка «Торф'яник»

Пнівне знаходиться в Східно-Європейській рівнині на північному заході України. Місцевість в основному рівнинна. Тільки в селі Городок є невеликий пагорб, якого перетворили в кар'єр по видобутку будівельного піску. Навколо села знаходяться осушені болота, які використовуються під сільськогосподарські угіддя: землеробство, скотарство. Багато пасовищ заростає лісом.

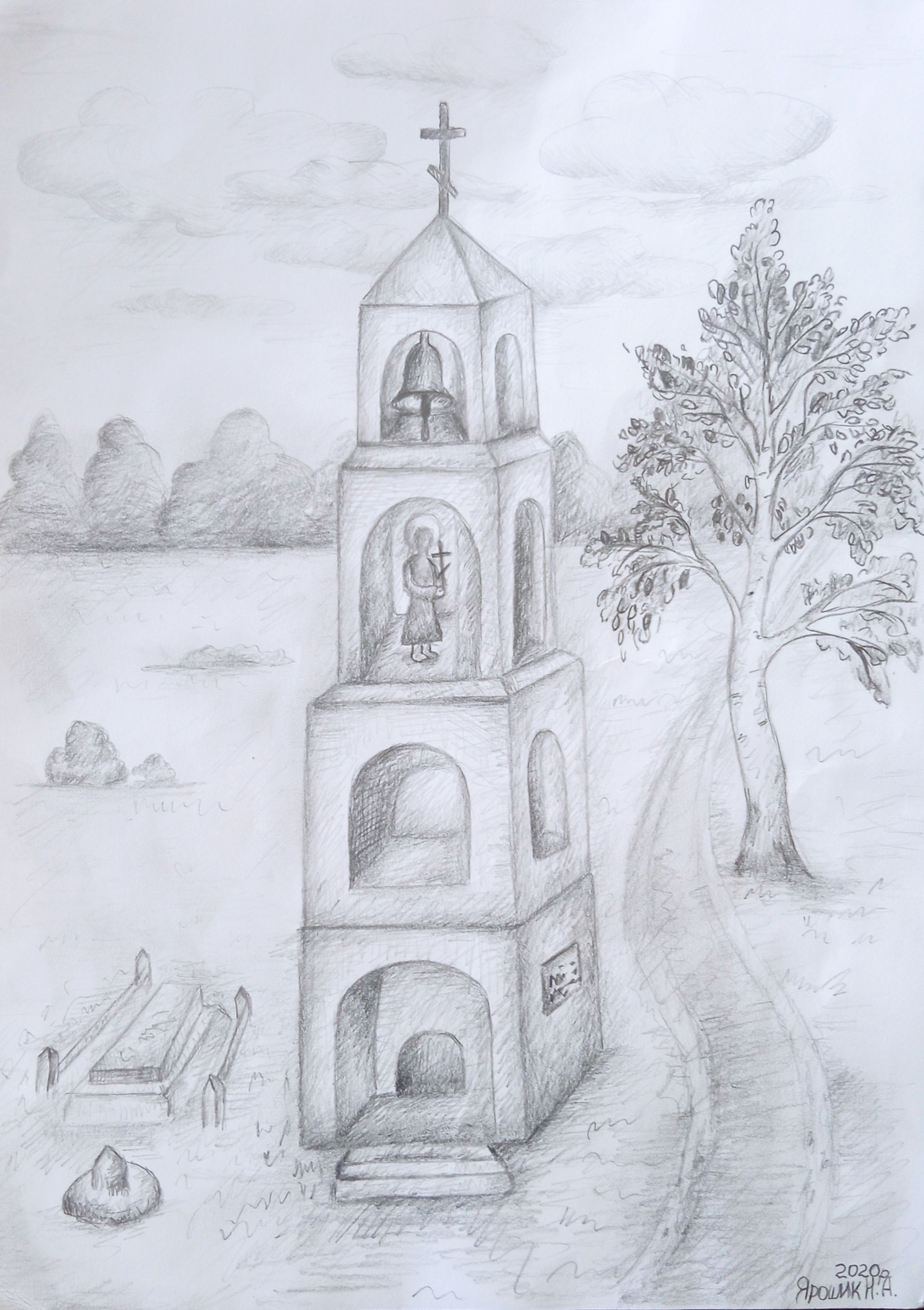
Вигляд католицької дзвіниці, що знаходилась на краю села Пнівне

Біля села дуже багато різних каналів, що залишила після себе меліорація. Через село протікає річка Коростинька, яка біля Пнівна схожа на канал, а вже поблизу села Бихів набирає вигляду справжньої річки. Є значна кількість водоймищ як штучного так і природного походження. Хоча більшість все-таки штучного походження. Переважна більшість з них утворилася в результаті видобутку торфу та осушення боліт. Одними з найбільших водойм є ставок «Торф'яник» (інші назви — «Водопій», «Кругла ямка», «Срач»), ставок «Широка», водоймище «Гриців Луг», ставок «Скрипка» (знаходиться майже в центрі села, улюблене місце для літнього купання). Крім вище згаданих водоймищ є і значно менші, які менш примітні на карті села Пнівне. До них можна віднести ставок «Шулякова ямка», різні канали та багато інших водоймищ. На заході села знаходиться великий луг, який місцеві жителі називають «Лугвище». 

Панорама урочища «Великий Луг» або «Лугвище»

 Там селяни випасають худобу, ловлять невелику за розміром рибу. Вириті канали для осушення мають форму квадрату або клітки. Це друга назва цього лугу: «Квадрат» або «Клітка». Однією з особливих форм рельєфу цього лугу є купина — наслідок діяльності живих організмів, у даному випадку кротів. 

### Природа
Фотографії, які були зроблені в селі або навколо нього.

Павучки, які щойно з'явились на світ
Поле з кульбаби
Анемони поблизу старого шляху
Місце життя бобрів

### Фауна
На початку 21-го століття швидко стали зростати популяції диких тварин: лисиці, бобри, дикі свині. В результаті чого чисельність їх зростала з декількох причин:
- єгера в спеціальних вольєрах розводили тварин (дикі свині);
- зменшення зацікавленості мисливці до полювання на деякі види тварин (лисиці);
- збільшення розмірів середовищ існування тварин: заболочення місцевості (бобри);

Починаючи з 2012 року дуже збільшилась чисельність бобрів. Вони облюбували собі місця поблизу сільськогосподарських угідь. Причиною цього є легка пожива: морква, кукурудза.

## Історія
Пнівне. Звичайне поліське село, яких тисячі в Україні. Проте воно має свою славну історію, традиції і звичаї. Перша згадка про село датується приблизно 17-им століттям. Про походження назви є декілька версій. Ось одна з них: Старі люди говорять, що колись на місці села був ліс. Його почали вирізувати і будувати там будинки. Зрозуміло, що будувались на місці викорчуваних пнів. І люди з навколишніх сіл, хуторів (коли йшли на Пнівне) казали: «Йду на пні». Згодом цей вислів перефразувався у сучасну назву села. За часів Польсько-Литовського князівства на заході села проходив кордон між згаданими країнами. Там досі збереглися фундаментні закладини (в селі на це місце кажуть «Фігура») вежі.
«Фігура» являла собою тридцятиметрову чотириповерхову вежу, дещо подібну на дзвіницю, білого кольору, з квадратною основою знизу, що симетрично звужувалась до верху. Увінчувалась споруда металічним хрестом. Кожен поверх прикрашали скульптури святих в одязі. До вересня 1939 року «Фігура» підтримувалась в порядку, була огороджена. Католики відправляли біля неї службу. На початку 60-х років минулого століття (в один з років 1962—1964) за вказівкою компартійних органів місцеві п'яниці тросом, причепленим до трактора, зруйнували вежу до першого поверху. Пізніше, років через десять, було знесено рештки будівлі до фундаменту. В 70-ті роки минулого століття таким самим способом була зруйнована старовинна сільська церква. Тільки за важелями трактора сидів парторг, бо ніхто з жителів не хотів брати «гріх на душу». Відбудували церкву місцеві майстри самостійно, без запрошення інших зі сторони.
В роки першої світової війни, коли фронт стабілізувався в районі Пінських боліт, для матеріально-технічного забезпечення опорних пунктів, німецькими військами на відстані 7-10 км від лінії фронту було прокладено вузькоколійну з/д, що й пройшла через село. В мирний час під час польського панування залізниця сприяла інтенсивному розвитку села, прилеглих населених пунктів. Село ставало невеличким містечком. Працювало 28 приватних магазинів в яких, зокрема, реалізовувались товари місцевого виробництва. Виготовлялось морозиво, солодка вода…
В селі знаходилось керівництво гміни — найменшої адміністративно — територіальної одиниці Польщі. До складу гміни входило 13 сіл: Пнівне, Волиця, Фаринки, Соснівка, Городок, Винімок, Седлище, Березичі, Угриничі, Скупово, Тоболи, Нові Червища, Рудка Червиська. Було два поліцейські відділки. Один знаходився в Пнівне, другий — в Тоболах.

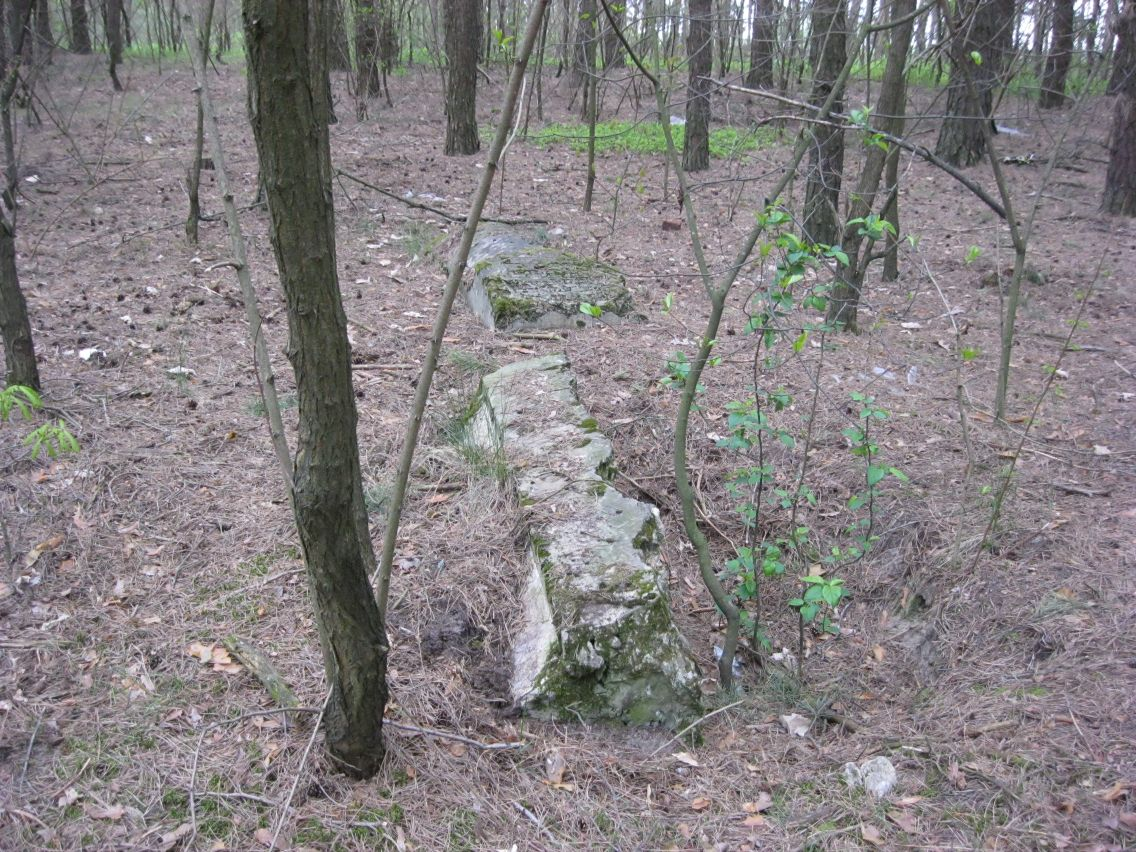
Залишки єврейського кладовища поблизу села

 В сторону Камінь-Каширська регулярно відправлялось чотири вагони з великою рогатою худобою та свинями для німецьких купців. В сторону білоруського Іванова — риба, раки та інші товари. Польський поміщик Брик зі своїх ставків, що були викопані в лісі за селом Фаринки, користуючись вузькоколійкою, за одну добу доставляв рибу на ринки Варшави. Курсував і пасажирський потяг. В холодному січні 1940 року залізницею були депортовані до Сибіру поляки, у тому числі і велика родина Бриків. Починаючи з 1944 року з сільської станції відправлялись НКВД в «места не столь отдаленные» репресовані жителі чи по доносу, чи за підозрою. В роки другої світової війни німці користувались вузькоколійкою для вивезення сільськогосподарських, продовольчих товарів. Відомий один випадок захоплення потяга партизанами. Товари частково роздали людям, кури, які були у одному вагоні, розбрелись по лісі. Радянські війська перевозили дорогою в сторону Любешова деревину, боєприпаси, все необхідне для фронту. Після війни дорога близько п'ятнадцяти років використовувалась за призначенням. Приблизно в 1959 році з невідомих причин вузькоколійка була демонтована. Сьогодні тільки подекуди можна зустріти частини цієї залізниці.
Поблизу «Фігури» знаходилось польське поселення, яке під час війни було повністю спалене. На це місце селяни досі кажуть «Панське поле». Залишились спогади мешканців села про відношення польських вчителів до державної польської мови. Якщо учень навіть на перерві розмовляв українською, то це вважалось великою провиною за яку били лінійкою по витягнутій долоні, ставили на коліна. Гімназистам, вихідцям з села, у Любешівській гімназії пропонувалась, за перехід до католицької віри, значно менша плата за навчання. До 1939 року в селі проживало близько 280 єврейських родин. Недалеко від села, у лісі, ще збереглися плити від зруйнованого єврейського цвинтаря.

## Населення
Згідно з переписом УРСР 1989 року чисельність наявного населення села становила 551 особа, з яких 277 чоловіків та 274 жінки.
За переписом населення України 2001 року в селі мешкали 583 особи. 100 % населення вказало своєю рідною мовою українську мову.

## Історія
5 лютого 1965 Указом Президії Верховної Ради Української РСР передано Пнівненську сільраду Любешівського району Волинської області до складу Камінь-Каширського району.

## Освіта

Загальноосвітня школа І-ІІІ ступенів в селі Пнівне.

В 1993 році в селі закінчено будівництво нової двоповерхової школи І-ІІІ ступенів, у якій навчаються учні з сусідніх сіл Пнівненської сільської ради.
З 10 січня 2017 року загальноосвітня школа І-ІІІ ступенів офіційно набула статусу опорного навчального закладу. ЗОШ І-ІІ ступеня села Соснівка, ЗОШ І ступеня села Волиця та ЗОШ І ступеня села Фаринки стали філіями.

## Релігія села
В основному жителі села належать до християнського релігійного напрямку. Християнство в селі представлено 3-ма напрямками (конфесіями):
- православні християни Московського патріархату;
- християни віри євангельської п'ятидесятники;

Історія місцевої церкви християн віри євангельської п'ятидесятників.
- Свідки Єгови.

В селі Пнівне побудована православна церква Московського патріархату. Тому жителі даного релігійного напрямку мають можливість її відвідувати безпосередньо на місці. Інша християнська община п'ятидесятники віри євангельської відвідують Дім молитви, який побудований в 1991 році в сусідньому селі Соснівка. А ось місце збирання для третьої конфесії знаходиться в районному центрі місті Камінь-Каширський.